# Jonas Åkerlund
Hans Uno Jonas Åkerlund, född 10 november 1965 i Stockholm, är en svensk filmregissör, regiassistent och filmtekniker.

## Biografi
Jonas Åkerlund växte upp i Bromma och gick i samma klass som bland andra E-Type. 
Åkerlund är främst känd för sina musikvideor och han blev internationellt uppmärksammad för Madonnas "Ray of Light" (1998). Bland de artister och grupper han gjort videor åt finns Candlemass, Blink-182, The Cardigans (My Favourite Game, 1998), Hollywood Undead, Maroon 5, Metallica, Rammstein, The Prodigy, The Rolling Stones, Roxette, Satyricon, The Smashing Pumpkins, Pink, Lady Gaga (Paparazzi, 2009 och Telephone, 2010), U2, Britney Spears ("Hold It Against Me", 2011) och David Guetta. 2002 släpptes hans första spelfilm, Spun, och 2005 gjorde han en dokumentärfilm om Madonna, I'm Going to Tell You a Secret. I november 2005 ordnades en utställning med Åkerlunds filmproduktion på Dansmuseet i Stockholm.
Åkerlund spelade trummor i det svenska black metal-bandet Bathory. Man kan höra honom spela på samlingsplattan Scandinavian Metal Attack som släpptes 1984 av Black Mark. Jonas Åkerlund har även regisserat nycirkus-föreställningen Supercirkör 1998 uppsatt av Cirkus Cirkör. Han var sommarpratare i juli 2004. Idag driver han produktionsbolaget RAF (Renck Akerlund Films) tillsammans med Johan Renck. I mars 2009 hade filmen Horsemen, med Åkerlund som regissör, premiär.
År 2018 kom spelfilmen Lords of Chaos, som Åkerlund arbetat med i flera år och som handlar om "Norges ondaste band", Mayhem.

## Privatliv
Jonas Åkerlund är gift med stylisten Bea Åkerlund och tillsammans har de två tvillingdöttrar. Han har även ett barn i ett tidigare äktenskap med Charlotta Åkerlund Palmbäck och ett barn tillsammans med Nina Philipson. Jonas Åkerlund är son till Hans Åkerlund, en framstående aktör på den svenska fastighetsmarknaden på 60- och 70-talen, och är delägare i det familjeägda fastighetsföretaget Fondex AB.

## Filmografi
- 2001 – Bakom fiendens linjer
- 2002 – Spun
- 2005 – I'm Going to Tell You a Secret (dokumentär-/konsertfilm med Madonna)
- 2009 – Horsemen of the Apocalypse (Horsemen)
- 2012 – Small Apartments
- 2012 – Doom and gloom – The Rolling Stones (tillsammans med Noomi Rapace)
- 2016 – Rammstein: Paris
- 2018 – Lords of Chaos
- 2019 – Polar (2019)
- 2022 – Clark (TV-serie)
- 2024 – Rite Here Rite Now (konsertfilm med Ghost)